# Inversió de Gauss-Matuyama

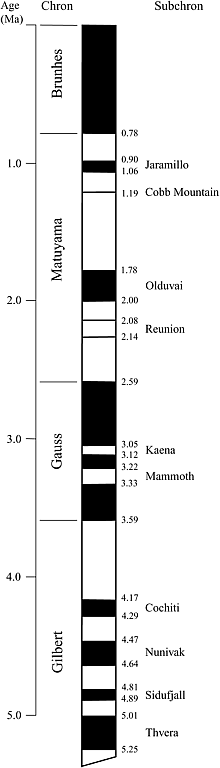
Inversions geomagnètiques recents

La inversió de Gauss-Matuyama va ser un esdeveniment geològic d'aproximadament 2,58 Ma, quan el camp magnètic de la Terra va patir una inversió geomagnètica de la polaritat normal (Gauss Chron) a la polaritat inversa (Matuyama Chron). La inversió porta el nom del físic alemany Johann Carl Friedrich Gauss i del geofísic japonès Motonori Matuyama.
La inversió de Gauss-Matuyama és un fenomen natural que s'utilitza freqüentment com a límit entre les èpoques del Pliocè i el Pleistocè, marcant l'inici del període quaternari, i sovint s'utilitza per datar sediments.
Es creu que la inversió ha contribuït a un entorn hostil a la Terra a causa de la manca de característiques protectores dels camps magnètics per protegir la vida de la radiació ionitzant generada per la supernova del Pleistocè primerenc.

## Efectes biològics
La inversió de Gauss-Matuyama està marcada per una extinció massiva menor de nanofòssils calcaris Discoaster pentaradiatus i Discoaster surculus, entre d'altres. El camp magnètic de la Terra és aproximadament quatre vegades més fort avui que durant la inversió de Gauss-Matuyama. Es creu que la inversió va afeblir el blindatge que el camp magnètic proporciona a la superfície de la Terra, donant lloc a una major exposició a la radiació ionitzant generada per la supernova del Pleistocè primerenc, i deixant la Terra sense blindatge durant ~15.000 anys.
La propagació de les partícules carregades depèn de la intensitat del camp magnètic i dels canvis en el moment dipolar que es troben al camp magnètic. La ionització ionosfèrica als pols i a l'equador redueix l'energia dels raigs còsmics en diversos ordres de magnitud. Durant la inversió, el camp dipolar es va reduir o es va cancel·lar completament perquè els pols virtuals estaven situats a latituds baixes i intermèdies, cosa que exposaria aquestes regions als raigs còsmics.

## Mètodes de datació de les inversions
La datació per luminescència de sediments lacustres s'utilitza per datar la inversió de Gauss-Matuyama. Aquest mètode és una forma de geocronologia que mesura la quantitat de fotons alliberats d'un material després de ser estimulat. Aquest mètode observa principalment el moviment d'U, Th, Rb i K com a radiació ionitzant. El producte d'estimular aquests elements és una data fiable sobre el sediment.